# Bilkö
Bilkö, eller trafikstockning, är ett tillstånd som karaktäriseras av lägre hastigheter eller stillastående trafik och därmed uppstående köbildning på en gata eller väg. Detta inträffar då behovet av trafik är större än vägarnas kapacitet. Bilköer kan även orsakas av andra anledningar, som exempelvis vägarbeten, trafikolyckor eller dåligt väglag.

## Bildexempel

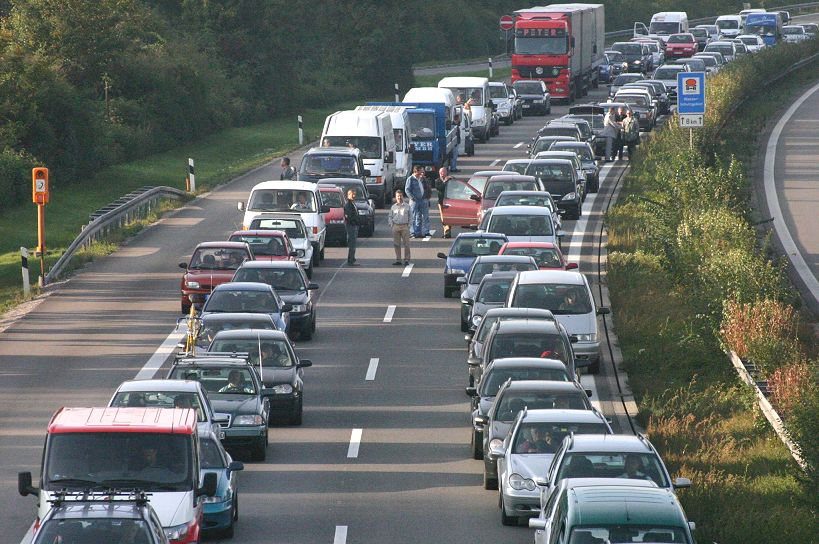
Stillastående kö på en motorväg i Tyskland
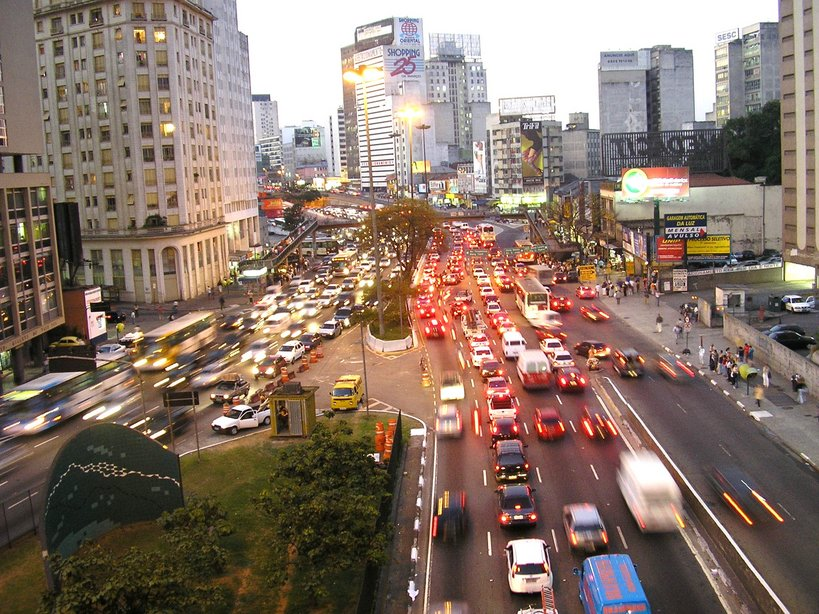
Bilkö på Avenida Prestes Maia i São Paulo
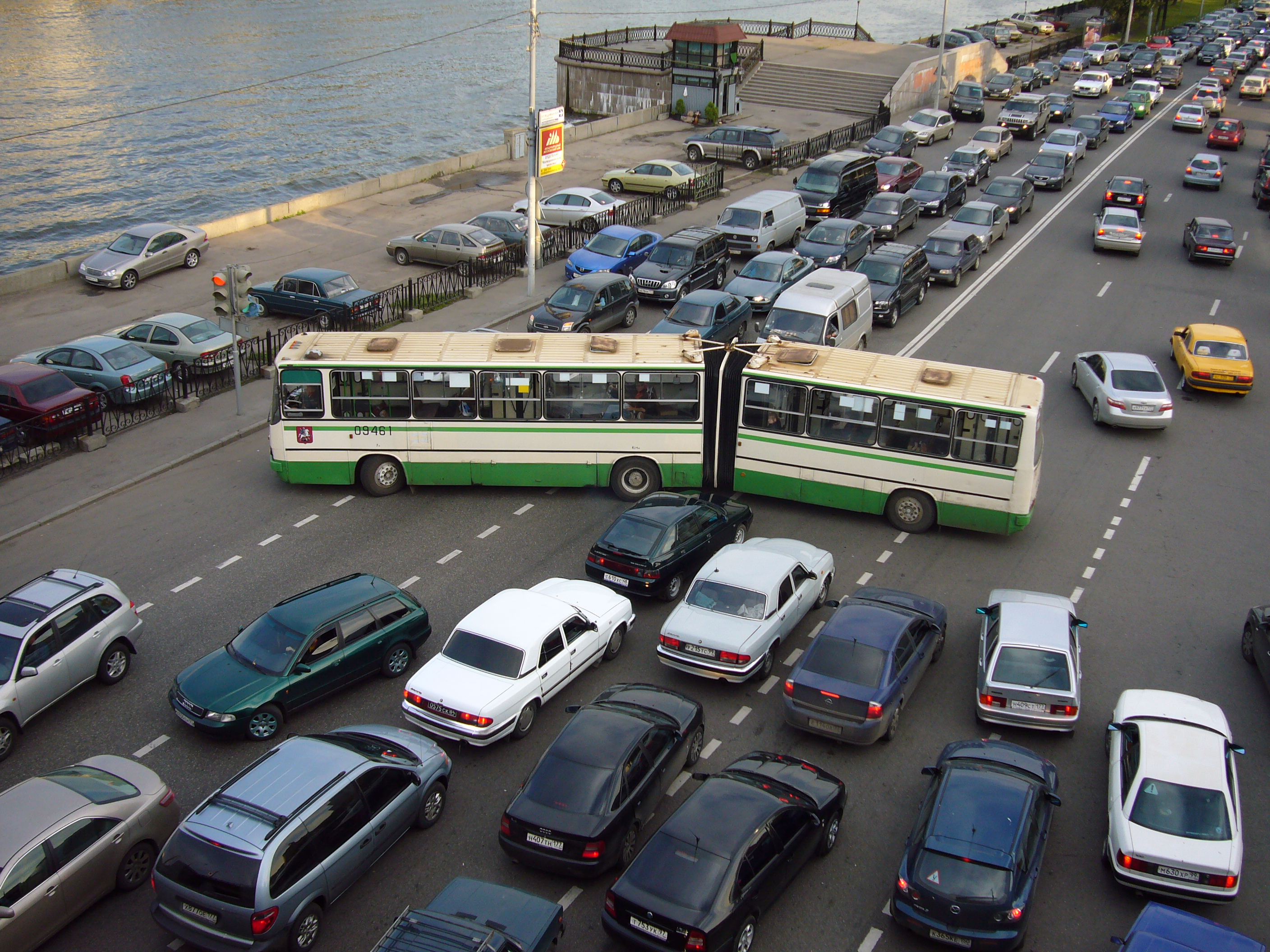
Bilkö på en väg i Moskva
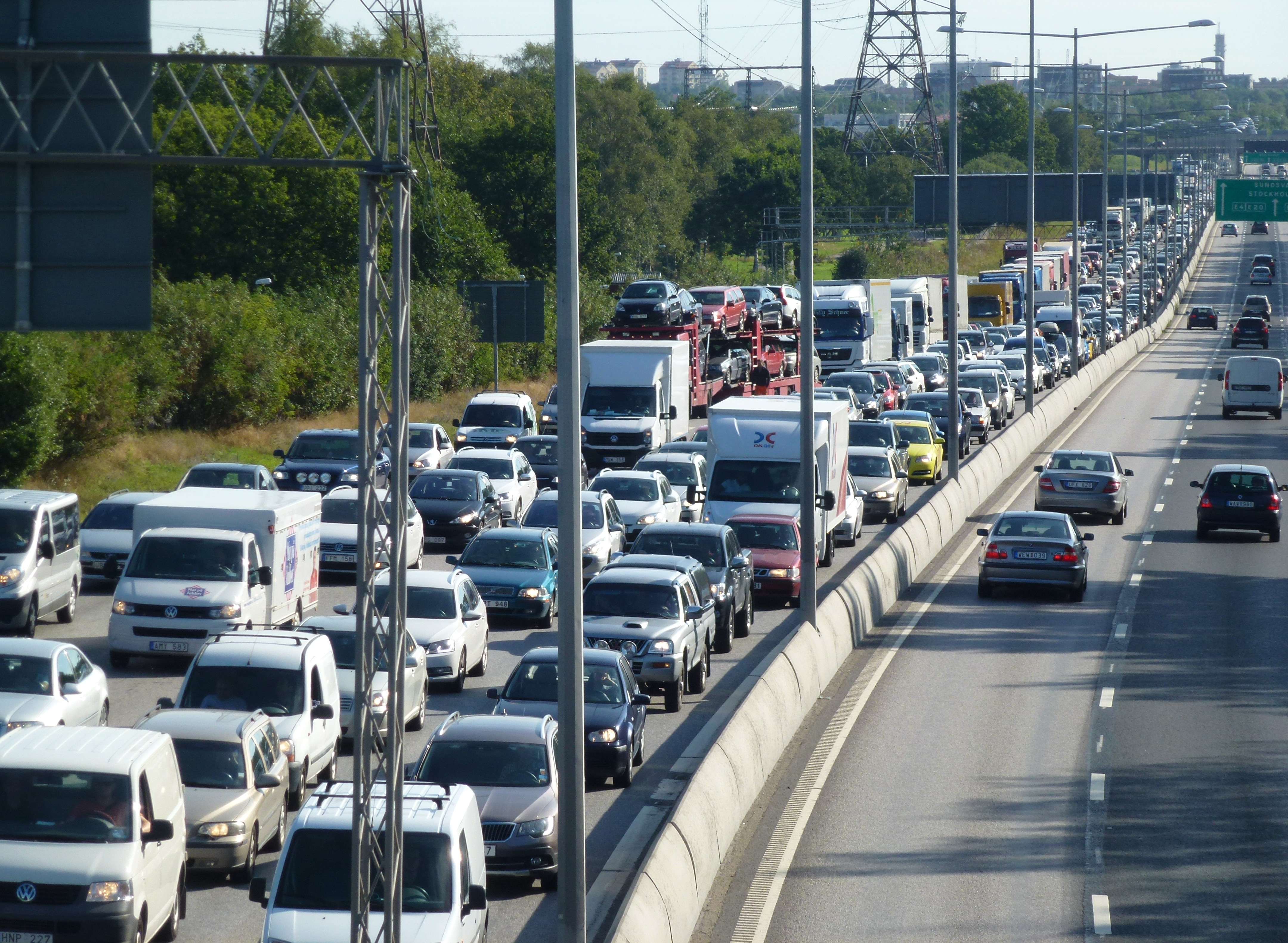
Trafikstockning på Södertäljevägen i Stockholm efter en olycka